# کاهن اعظم (مذهبی)
کاهن اعظم (انگلیسی: High priest) یک اصطلاح است که معمولاً به فردی گفته می‌شود که منصب کشیش یا حاکم را بر عهده دارد و یا به فردی که رئیس یک سازمان دینی است. کاهن اعظم در دوره‌های مختلف دارای اسامی متفاوتی بوده است به طور مثال؛ در دوران سومر، نین (سومری) و ان (سومری) به عنوان کاهن اعظم شناخته می‌شدند. اجرای مراسم اسرار الوزیس بر عهدهٔ قدسی‌نما بود و در روم باستان نیز پونتیفکس ماکسیموس، روحانی متصدی بالاترین منصب دینی بود.